# Embrague de empuje

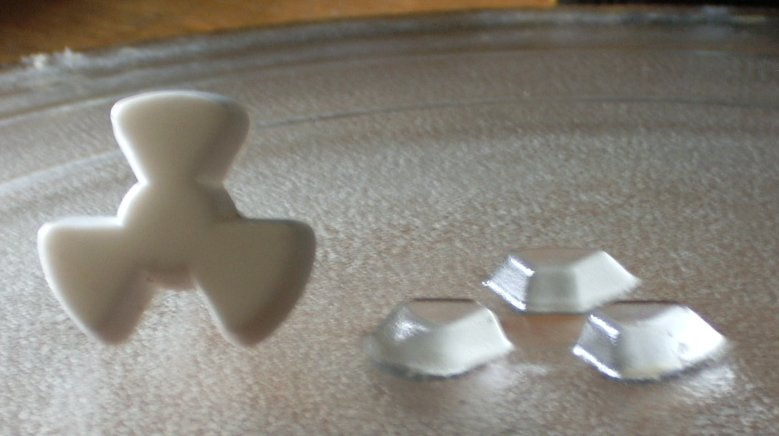
Embrague de empuje utilizado para impulsar el plato giratorio en un horno de microondas

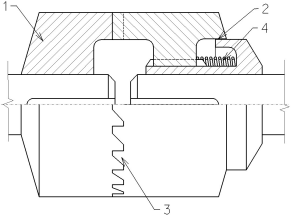
Dibujo de un acoplamiento de garras:
1: Mordaza de acoplamiento fija como parte contraria al manguito de acoplamiento desplazable axialmente situado a la derecha (sección en el plano radial en el que también cae la línea central axial), 2: Ajuste con holgura, 3: Perfil perimetral de las garras enganchadas, 4: Muelle helicoidal

Un embrague de empuje (también conocido como acoplamiento de garras, denominado dog clutch en inglés) es un tipo de embrague que acopla dos ejes giratorios u otros componentes giratorios no por fricción, sino por interferencia o ajuste. Las dos partes del embrague están diseñadas de tal manera que una empuja a la otra, haciendo que ambas giren a la misma velocidad y nunca patinen.
Se utiliza cuando el deslizamiento no es deseable y/o cuando el embrague no se utiliza para regular el momento de una fuerza. Sin deslizamiento, los embragues de empuje no se ven afectados por el desgaste de la misma forma que los embragues de fricción.
Forman parte de las transmisiones manuales de los automóviles, con el fin de bloquear diferentes engranajes en los ejes giratorios de entrada y salida de la caja de cambios. Una disposición sincronizada asegura un acoplamiento suave al hacer coincidir las velocidades del eje antes de permitir que se active el embrague de empuje. También se utilizan comúnmente en los coches de carreras.
Un buen ejemplo de un embrague de empuje simple se puede encontrar en los cambios internos de una bicicleta Sturmey-Archer, en los que se usa un embrague de empuje en forma de cruz para bloquear el conjunto del eje motor en diferentes partes del tren del engranaje planetario.